# Garder See (Lohmen)
Der Garder See liegt in der Sternberger Seenlandschaft etwa zwei Kilometer westlich von Lohmen im Landkreis Rostock in Mecklenburg-Vorpommern.

## Beschreibung
Der naturbelassene See ist maximal 1,2 Kilometer lang (mit der südlichen Bucht 1,6 Kilometer), 1,2 Kilometer breit und belegt damit eine Fläche von rund 105 ha.
Das Gewässer liegt in einer unverbauten hügeligen Endmoränenlandschaft im Landschaftsschutzgebiet Mittleres Mildenitztal. Am Ufer befinden sich drei kleinere Ortsteile der Gemeinde Lohmen mit Althagen im Süden, Garden im Norden und Garder Mühle im Westen. Der See ist stark gegliedert und verfügt über mehrere markante Buchten. Die südliche Bucht wird durch eine kleine Insel vom übrigen See fast getrennt. Hier mündet die Bresenitz, die den See durchfließt.
Folgende Seen befinden sich in der näheren Umgebung: Mühlensee (0,8 km), Lähnwitzsee (2,3 km), Lohmer See (2,3 km), Hollensee (2,7 km) und der Nienhagener See (2,7 km).

## Geschichte
Der Garder See wurde bei der Erweiterung des Dobbertiner Klosterbesitzes im Jahr 1237 urkundlich als See Gardene erwähnt. In dieser Urkunde bestätigte der Herr zu Werle und Rostock Nikolaus die Grenzen des Klostergebietes.
Der Abfluss des Sees entstand durch einen künstlichen Durchstich des Geländes zum Woseriner See. Hier liegt die Ansiedlung Garder Mühle, deren Name auf den Betrieb einer Wassermühle von 1263 bis 1828 hinweist. Wegen Übergriffen derer von Cramon, die sich nicht an fürstliche Urteile hielten, sollte am 11. Mai 1554 auf Anordnung von Herzog Johann Albrecht zu Mecklenburg der ganze See mit der Fischereigerechtigkeit dem Kloster Dobbertin zustehen. Cramon sollte seine Boote an Land bringen.
Adam Langermann aus Klein Upahl  verklagte 1725–1727 das Klosteramt wegen Streitereien zur Fischerei auf dem Garder See.
Im Jahr 1858 erfolgte die Verpachtung des Vorlandes nach Klassifikationstabellen, die Pacht wurde 1890 beendet. Der mit dem Fischer Koebcke aus Dobbertin bis 1899 abgeschlossene Pachtkontrakt wurde bis 1905 verlängert.
Seit 1970 wurde das Gelände um den Garder See zu einem Tourismusstandort. Zuerst wurde ein Kinderferienlager des VEB Ausrüstungskombinats für Rinderanlagen Nauen errichtet und danach ein gemeindeeigener Zeltplatz aufgebaut. Es folgten der Bau von betrieblichen und privaten Ferienhäusern.
Nach der deutschen Wiedervereinigung und der Gründung des Bundeslandes Mecklenburg-Vorpommern 1990 wurden die Erholungseinrichtungen komplett erneuert und durch die Gemeinde Lohmen gefördert. Am Nordufer entstand ein neuer Campingplatz. Das zwischen dem See und dem Ortsteil Lohmen liegende Ferienlager gelangte in das Eigentum der Familie des früheren Hausmeisters und Lagerleiters, die es zum Kauf anbot. Eine eigens gegründete GmbH mit dem Namen des Sees wurde Besitzerin und ließ unter Nutzung gut erhaltener Elemente des Ferienlagers dieses zu einer Rehabilitationsklinik erweitern. Die neue Klinik „Garder See“ GmbH eröffnete im Jahr 1996. Bei den Umbau- und Erweiterungsarbeiten wurden Reste einer wesentlich früheren Besiedlung gefunden. – Die Klinik entwickelte sich zu einem der größten Arbeitgeber der Gemeinde und verfügt über rund 315 Betten (Stand 2020).
Auf der Halbinsel Garden wurde eine größere Ferienhausanlage mit Blick auf den See errichtet.

## Fauna und Flora
Am Ufer des Sees haben sich teilweise übermannshohes Röhricht sowie Rohrkolben angesiedelt und bilden einen durchschnittlich fünf Meter breiten Gürtel. Diesen wasserliebenden Pflanzen folgen landeinwärts Erlen und Weiden.
Im See wurden und werden Aale, Echte Barsche, Brachsen, Hechte, Rotaugen, Schleie und Zander gefangen.

## Nutzung
Im Ortsteil Garden gibt es eine offizielle Badestelle und darüber hinaus zahlreiche freie unbewachte Zugänge zum See. Außerdem dient der See einem örtlichen Fischer, der vor allem regionale Hotels und Gaststätten mit frischen Fischen beliefert. Der Fischereihof Geibrasch in Lohmen vergibt Gäste-Angelkarten. Ein Spazierweg der Rehaklinik führt in einer Schleife zum Südufer des Sees, an dem sich die ehemalige Badestelle des Ferienlagers als wilder Seezugang erhalten hat.

## Karten
- Mecklenburg, Atlas von Hoinckhusen um 1700.[11]
- Wiebekingsche Karte von Mecklenburg 1786.
- Wirtschaftskarte Forstamt Dobbertin 1827/1928.
- Offizielle Rad- und Wanderkarte des Naturparks Nossentiner/Schwinzer Heide auf amazon.de.

### Gedruckte Quellen
Mecklenburgisches Urkundenbuch (MUB)

### Ungedruckte Quellen
Landeshauptarchiv Schwerin (LHAS)
- LHAS 1.5-4/3 Urkunden Kloster Dobbertin.
- LHAS 3.1-3/1 Landeskloster/Klosteramt Dobbertin.
- LHAS 5.11-2 Landtagsversammlungen, Landtagsverhandlungen, Landtagsprotokolle, Landtagsausschuss.